# 7012 Hobbes
7012 Hobbes (1988 CH2) là một tiểu hành tinh vành đai chính được phát hiện ngày 11 tháng 2 năm 1988 bởi E. W. Elst ở Đài thiên văn Nam Âu.